# 巴拿馬巴拿馬城聖殿
巴拿马巴拿马城圣殿是耶稣基督后期圣徒教会的第 127 座运营聖殿。它于 2002 年宣布，并于 2008 年 8 月 10 日由時任教會會長多馬·孟蓀 ( Thomas S. Monson ) 奉献。 位于巴拿马城郊区卡德納斯，是巴拿马第一座教堂聖殿。 

## 歷史
教會於 2002 年 8 月 23 日宣布了在巴拿馬城建造一座聖殿的計劃。  2005 年 10 月 30 日，教會七十員定和教會中美洲地區的會長史賓塞·瓊斯 (Spencer V. Jones) 主持了奠基儀式。 [5] 2007 年 5 月 4 日，天使摩羅乃的雕像被添加到聖殿的尖頂。
這座聖殿毗鄰卡德納斯支會的教堂，靠近巴拿馬運河。 [5]巴拿馬巴拿馬城聖殿為巴拿馬全境的後期聖徒服務。巴拿馬有 39,000 名後期聖徒，分佈在 7 個支聯會和 8 個傳導部地區。 
聖殿的開放日從 7 月 11 日開始，到 2008 年 7 月 26 日結束。開放日期間，聖殿向所有人開放；然而，由於它已被奉獻，只有擁有聖殿推薦書的教會成員才能進入。  2008 年 8 月 10 日，聖殿奉獻儀式分四次舉行。在奉獻之前，舉行了一場文化慶祝活動，包括教會的巴拿馬青年成員的表演。